# Gnophos macroprion
Gnophos macroprion är en fjärilsart som beskrevs av Joannis 1929. Gnophos macroprion ingår i släktet Gnophos och familjen mätare. Inga underarter finns listade i Catalogue of Life.